# Gastropila subcretacea
Gastropila subcretacea är en svampart som först beskrevs av Sanford Myron Zeller, och fick sitt nu gällande namn av P. Ponce de León 1976. Gastropila subcretacea ingår i släktet Gastropila och familjen Agaricaceae.   Inga underarter finns listade i Catalogue of Life.